# Giovanni de Gregorio
Pour les articles homonymes, voir Gregorio.
Giovanni de Gregorio (né le 20 janvier 1729 à Messine, en Sicile et mort le 11 juillet 1791 à Rome) est un cardinal italien du XVIIIe siècle .

## Biographie
Giovanni de Gregorio est le fils de Leopoldo de Gregorio, marquis d'Esquilache et ministre et secrétaire d'État des Deux-Siciles. Son frère est le cardinal Emmanuele de Gregorio.
Il exerce diverses fonctions au sein de la Curie romaine. Le pape Pie VI le crée cardinal lors du consistoire du 14 février 1785. En 1789, il est camerlingue du Sacré Collège.